# Orddeling
For fænomenet, at opdele almindelige flerleddede ord, se særskrivning.
Orddeling er et typografisk greb hvor et langt ord i slutningen af en linje deles, ved linjeskift, så den første del af ordet bliver stående i slutningen af linjen efterfulgt af bindestreg, mens resten af ordet fortsættes på næste linje.